# Lista de deputados estaduais de Roraima da 2.ª legislatura
Esta é a lista de deputados estaduais de Roraima eleitos para a legislatura 1995–1999. Um total de 17 deputados foram eleitos.

## Composição das bancadas
| Partido | Líder                      | Bancada | Posição      |
| ------- | -------------------------- | ------- | ------------ |
| PTB     | Helder Teixeira Grossi     | 5 / 17  | Governo      |
| PPR     | Flamarion Portela          | 4 / 17  | Governo      |
| PSC     | Henrique Fernandes Machado | 2 / 17  | Governo      |
| PSDB    | Célio Rodrigues Wanderley  | 2 / 17  | Oposição     |
| PP      | Francisco de Souza Cruz    | 1 / 17  | Governo      |
| PFL     | Lúcio Távora               | 1 / 17  | Oposição     |
| PSD     | Jalser Renier              | 1 / 17  | Governo      |
| PMDB    | Paulo Roberto Cardoso      | 1 / 17  | Independente |

## Deputados Estaduais
| Número | Deputados estaduais eleitos    | Partido | Votação | Percentual | Cidade onde nasceu  | Unidade federativa |
| 14111  | Zenilda Maria Portella         | PTB     | 2.152   | 2,72%      | Caçador             | Santa Catarina     |
| 11180  | Édio Lopes                     | PPR     | 1.901   | 2,40%      | Presidente Epitácio | São Paulo          |
| 14123  | Helder Teixeira Grossi         | PTB     | 1.709   | 2,16%      | Caratinga           | Minas Gerais       |
| 14188  | Francisco de Sales Guerra Neto | PTB     | 1.620   | 2,04%      | Caracaraí           | Roraima            |
| 14166  | Urzeni da Rocha Filho          | PTB     | 1.579   | 1,99%      | Itapuranga          | Goiás              |
| 14141  | Almir Morais Sá                | PTB     | 1.522   | 1,92%      | Paranavaí           | Paraná             |
| 11166  | Flamarion Portela              | PPR     | 1.516   | 1,91%      | Coreaú              | Ceará              |
| 20111  | Aurelina Medeiros              | PSC     | 1.465   | 1,85%      | Morada Nova         | Ceará              |
| 39200  | Chico Doido                    | PP      | 1.458   | 1,84%      | Teresina            | Piauí              |
| 11101  | Herbson Jairo Ribeiro Bantim   | PPR     | 1.434   | 1,81%      | Boa Vista           | Roraima            |
| 45111  | Célio Rodrigues Wanderley      | PSDB    | 1.421   | 1,79%      | Boa Vista           | Roraima            |
| 45133  | Rosa de Almeida Rodrigues      | PSDB    | 1.406   | 1,77%      | Manaus              | Amazonas           |
| 20123  | Henrique Fernandes Machado     | PSC     | 1.382   | 1,74%      | Boa Vista           | Roraima            |
| 11200  | Iradilson Sampaio              | PPR     | 1.321   | 1,67%      | São José do Egito   | Pernambuco         |
| 25222  | Lúcio Elber Licarião Távora    | PFL     | 1.246   | 1,57%      | Fortaleza           | Ceará              |
| 41222  | Jalser Renier                  | PSD     | 1.158   | 1,46%      | Boa Vista           | Roraima            |
| 15115  | Paulo Hiama                    | PMDB    | 1.057   | 1,33%      | Mucajaí             | Roraima            |